# Matthew Good
Matthew Frederick Robert Good (né le 29 juin 1971, à Burnaby) est un guitariste, chanteur et compositeur canadien. Il fut le chanteur du Matthew Good Band de 1995 jusqu'à sa dissolution en 2002. Les autres membres du groupe furent Ian Browne, Dave Genn, et Geoff Lloyd, ce dernier étant remplacé plus tard par Rich Priske. Depuis l'éclatement du groupe, Matthew a entamé une carrière solo.

## Discographie

### Matthew Good - Premières démos
- 1993 - Left of Normal
- 1993 - Broken
- 1994 - Euphony
- 1994 - 15 Hours on a September Thursday

### Matthew Good Band
- 1995 - Last of the Ghetto Astronauts
- 1996 - Raygun
- 1997 - Underdogs
- 1998 - Lo-Fi B-Sides
- 1999 - Beautiful Midnight
- 2001 - Loser Anthems
- 2001 - The Audio of Being

### Matthew Good - Carrière solo
- 2003 - Avalanche
- 2004 - White Light Rock & Roll Review
- 2005 - In a Coma
- 2007 - Hospital Music
- 2009 - Vancouver
- 2011 - Lights Of Endangered Species[1]
- 2013 - Arrows of Desire
- 2015 - Chaotic Neutral
- ((2017)) - Something like a storm
- ((2020)) - Moving walls